# Hysterical Blindness
Hysterical Blindness es el cuarto episodio de la Cuarta temporada de la serie de televisión estadounidense Héroes: Redemption.

## Trama
Sylar completamente desorientado y sin saber quien es, comienza a vagar por el bosque hasta que un oficial de policía llamado Lubbock lo detiene al confundirlo con un alcohólico. Más tarde, Sylar recibe la visita de la Dra. Madeline Gibson quien en un principio solo se presentaba como una Doctora normal, hasta que le promete a Sylar recuperar su memoria, además de saber sobre el “antiguo” Sylar. La Dra. Madeline comienza a ponerles juegos de memoria, hasta que su hora de visita finaliza. El policía Lubbock le declara  a Sylar que conoce sus antecedentes y cuando amenaza torturarlo, Sylar involuntariamente lo empuja con su Telekinesis. Esa misma noche Sylar escapa junto ala Dra. Madeline hasta que llegan a un enorme campo en donde Samuel Sullivan los espera.
En la universidad de Arlington Claire junto a Gretchen tienen la oportunidad de unirse a una hermandad de mujeres, lideradas por su jefa: Rebecca Taylor. Tras persuadir a Gretchen de que se una a la hermandad junto a ella, Claire comienza a descubrir una extraña obsesión de Gretchen por ella, cuando descubre en sus archivos personales constantes notitas de ella. Posteriormente Claire decide presionar a Gretchen a admitir su problema, pero es Claire quien se lleva la sorpresa cuando Gretchen responde con aceptación y un beso, de la nada aparecen las hermanas de la fraternidad  y las admiten oficialmente. Más tarde se revela que Rebecca pertenece a los Sullivan Bros. Carnival, y que armada de su poder de invisibilidad se las arregló para matar a Annie y exponer la obsesión de Gretchen con Claire.  
Peter completamente molesto por qué nadie comprende sus intenciones decide continuar con su estilo de vida, hasta que utiliza sus poderes para salvar a Emma quien se encontraba igualmente siendo presionada por la oposición de su madre. Sin embargo Peter también descubre que Emma es especial al absorber su poder. Momentos después de que Peter alcanza a Emma, trata de persuadirla de que no es la única con poderes en el mundo y comienza a tocar una melodía junto a Emma en un piano, logrando ver un enorme espectáculo de luces. Peter entonces le sugiere a Emma abandonar su entorno y Emma molesta deja a Peter. Una vez en su apartamento sola Emma encuentra un violín con el cual comienza a tocar hasta que las ondas de sonido agrietan la pared, descontentando a Emma. Por otro lado Peter estando solo en su apartamento ve impresionado como Hiro llega a su apartamento y colapsa.

## Curiosidades
- La actriz Hayden Panettiere declaró que fue ella la que tomó la decisión de que su personaje Claire Bennet desarrollara una característica lesbiana.
- El Símbolo vuelve aparecer en la serie, ya sea en el apartamento de Peter o en la habitación de Claire en la Universidad.
- Otra referencia a Veronica Mars es vista esta vez con la aparición de la actriz Tessa Thompson como Rebecca Taylor.

- Datos: Q5962367